# Верхній Красний Яр
Верхній Красний Яр (рос. Верхний Красный Яр) — селище в Лисковському районі Нижньогородської області Російської Федерації.
Населення становить 53 особи. Входить до складу муніципального утворення Валковська сільрада.

## Історія
Від 2009 року входить до складу муніципального утворення Валковська сільрада.

## Населення
| 2002 | 2010 |
| ---- | ---- |
| 37   | ↗53  |